# 국제 용기 있는 여성상
국제 용기 있는 여성상(영어: International Women of Courage Award)은 미국 국무부가 2007년 이후로 매년 시상하는 세계 여성들을 대상으로 하는 상이다. 다른 사람을 위해 희생하는 지도력, 용기, 여권 신장 등을 위한 활동을 한 여성에게 주어진다.